# 章華英
章華英（1966年—），中國藝術研究院音樂學博士，中央音樂學院教授，中國琴會副會長。

## 生平
浙江杭州人，古琴啟蒙於浙派琴家徐匡華，後師從龔一。至北京就讀中國藝術研究院音樂研究所後，又從鄭珉中學習管派古琴和古琴鑒定，亦曾得到王迪指導。
2002年時，曾參與古琴藝術申報「人類口頭和非物質遺產」的工作。
2006年獲中國藝術研究院音樂學博士學位，主要研究領域為古琴。

## 獲獎
- 曾獲「中國音樂史學會論文評選」博士組一等獎
- 北京市哲學社會科學研究優秀成果二等獎
- 教育部高等學校人文社科研究優秀成果三等獎
- 2010年曾入選教育部「新世紀優秀人才支持計劃」
- 《宋代古琴音樂研究》曾入選2012年度「國家哲學社會科學成果文庫」
- 2017年獲選為「北京市優秀教師」[2][3]

## 著作

### 書籍
- 《古琴》（人類口頭與非物質文化遺產叢書），浙江人民出版社，2005年，ISBN 721302955X
- 《宋代古琴音樂研究》，中華書局，2013年，ISBN 9787101092479

### 碩士論文
- 《虞山琴派研究》

### 博士論文
- 《古琴音樂打譜之理論與實證研究》